# Roberto Figueroa Luna
Roberto Andrés Figueroa Luna (Coquimbo, 14 de febrero de 1987) es un futbolista chileno. Juega de defensa. Formó parte del plantel que participó en el Campeonato Sudamericano Sub-20 de 2007 y que consiguió la clasificación a la Copa Mundial de Fútbol Sub-20 de 2007

## Clubes
| Club           | País  | Año             |
| -------------- | ----- | --------------- |
| Coquimbo Unido | Chile | 2005 - 2012     |
| CD Olivar Alto | Chile | 2015-Actualidad |

- Datos: Q6109739